# Титила (Вранча)
Титила (рум. Titila) насеље је у Румунији у округу Вранча у општини Андрејашу де Жос. Oпштина се налази на надморској висини од 637 m.

## Становништво
Према подацима из 2002. године у насељу је живело 173 становника, од којих су сви румунске националности.